# Giovanni II Crispo
Giovanni II Crispo (fl. XV secolo) fu il dodicesimo duca del Ducato di Nasso dal 1418.

## Biografia
Figlio di Francesco I Crispo e di Fiorenza Sanudo, assunse la guida del Ducato nel 1418 succedendo al fratello Giacomo. Grazie alla mediazione del cognato Pietro Zen riuscì a ottenere il riconoscimento da parte della Repubblica di Venezia, mettendo così fine alle rivendicazioni della vedova del fratello, Fiorenza Sommaripa.
Tra il 1418 e il 1421 sottrasse Paros alla signoria di Maria Sanudo. La Serenissima gli ordinò di restituire l'isola ma, non ottenendo risposta, il Senato lo condannò a pagare una consistente ammenda che, però, non saldò.
A parte ciò, mantenne con Venezia degli ottimi rapporti, ottenendo privilegi commerciali e aiuti contro gli Ottomani. Questo non bastò a evitargli, nel 1426, il pagamento di un grosso tributo ai Turchi.
Nel 1432 non riuscì a impedire che Nasso e Andros venissero saccheggiate dai Genovesi.
Secondo Karl Hopf spirò nel 1437, ma un documento pubblicato da Perikles Zerlentes e ripreso da David Jacoby lo indica come già morto il 26 dicembre 1433. Sposato alla patrizia veneziana Francesca Morosini, ebbe un figlio, Giacomo II, e due figlie.